# Буфет (мебель)
Буфет (фр. buffet) — предмет кухонной мебели для хранения посуды, столовых приборов, столового белья, некоторых продуктов питания и напитков.
Типичный домашний буфет состоит из соединённых вместе или установленных друг на друга нижнего стола-шкафа и менее глубокого верхнего шкафа, с нишей между ними. Нижний шкаф состоит из большого отделения с полкой (закрываемого дверцами) и одного-двух выдвижных ящиков для столовой посуды. Верхний шкаф также с полками и дверцами (как правило застеклёнными). Такой вид буфета сформировался в XVII веке.

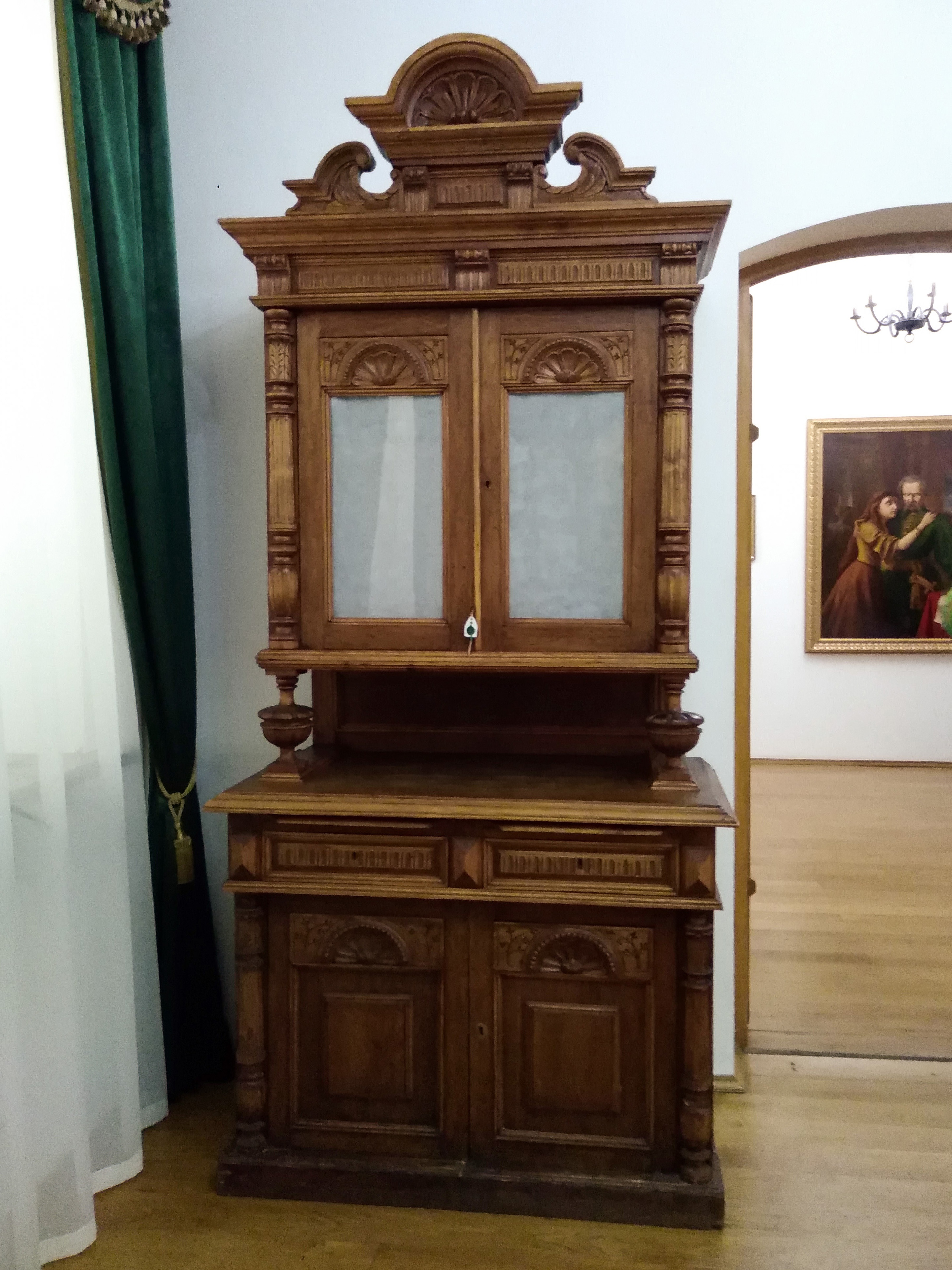
Буфет с нишей
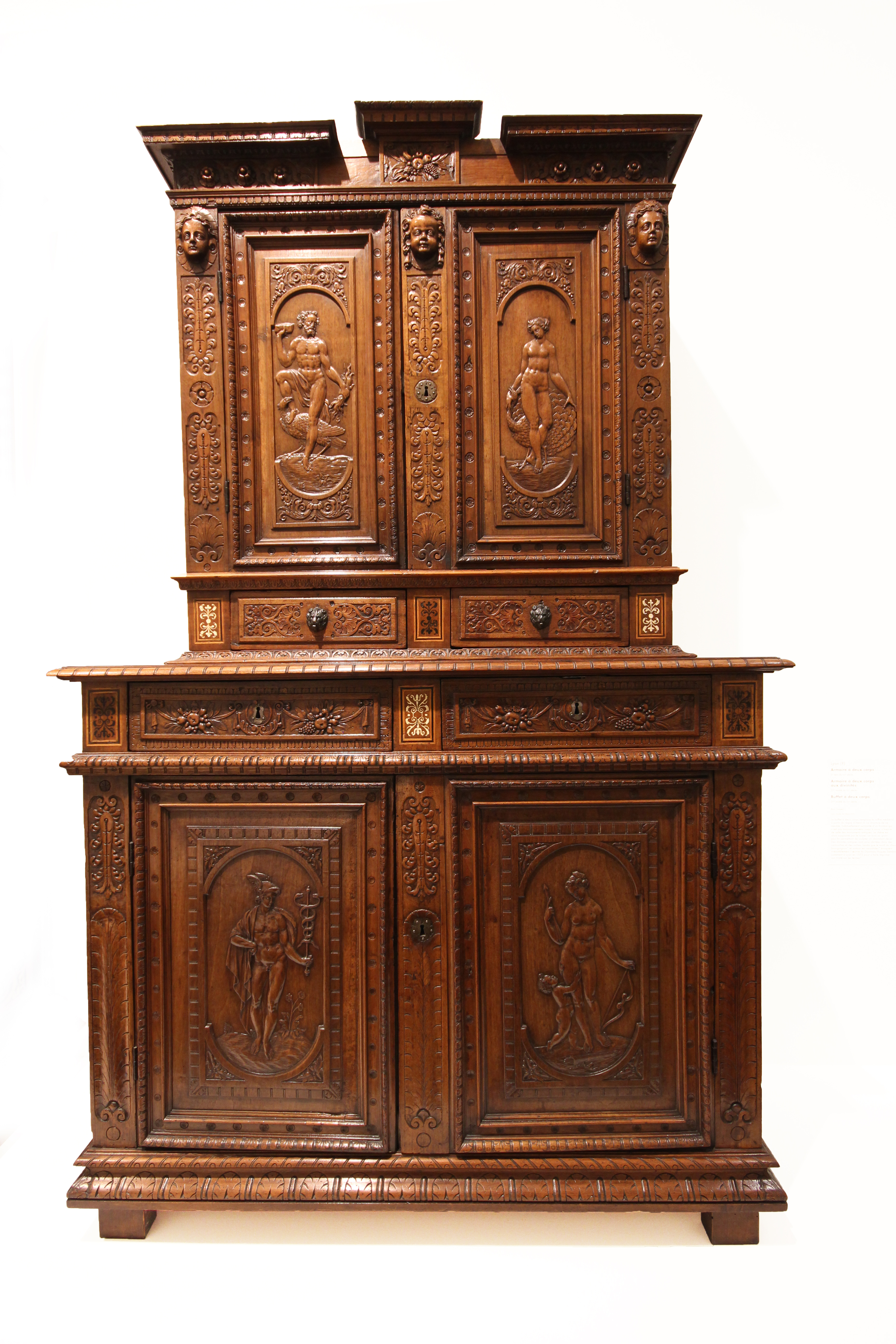
Без ниши
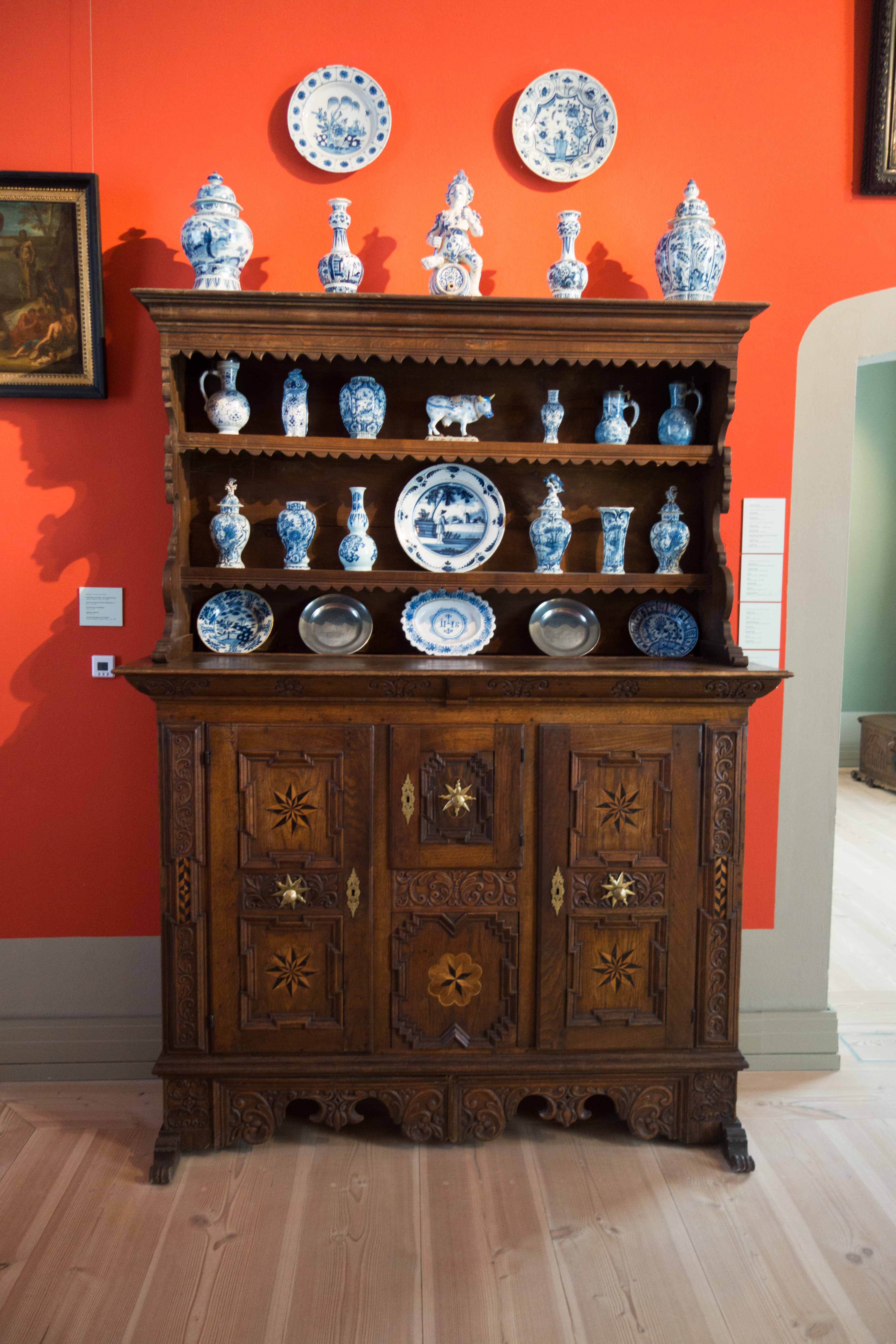
Открытый буфет
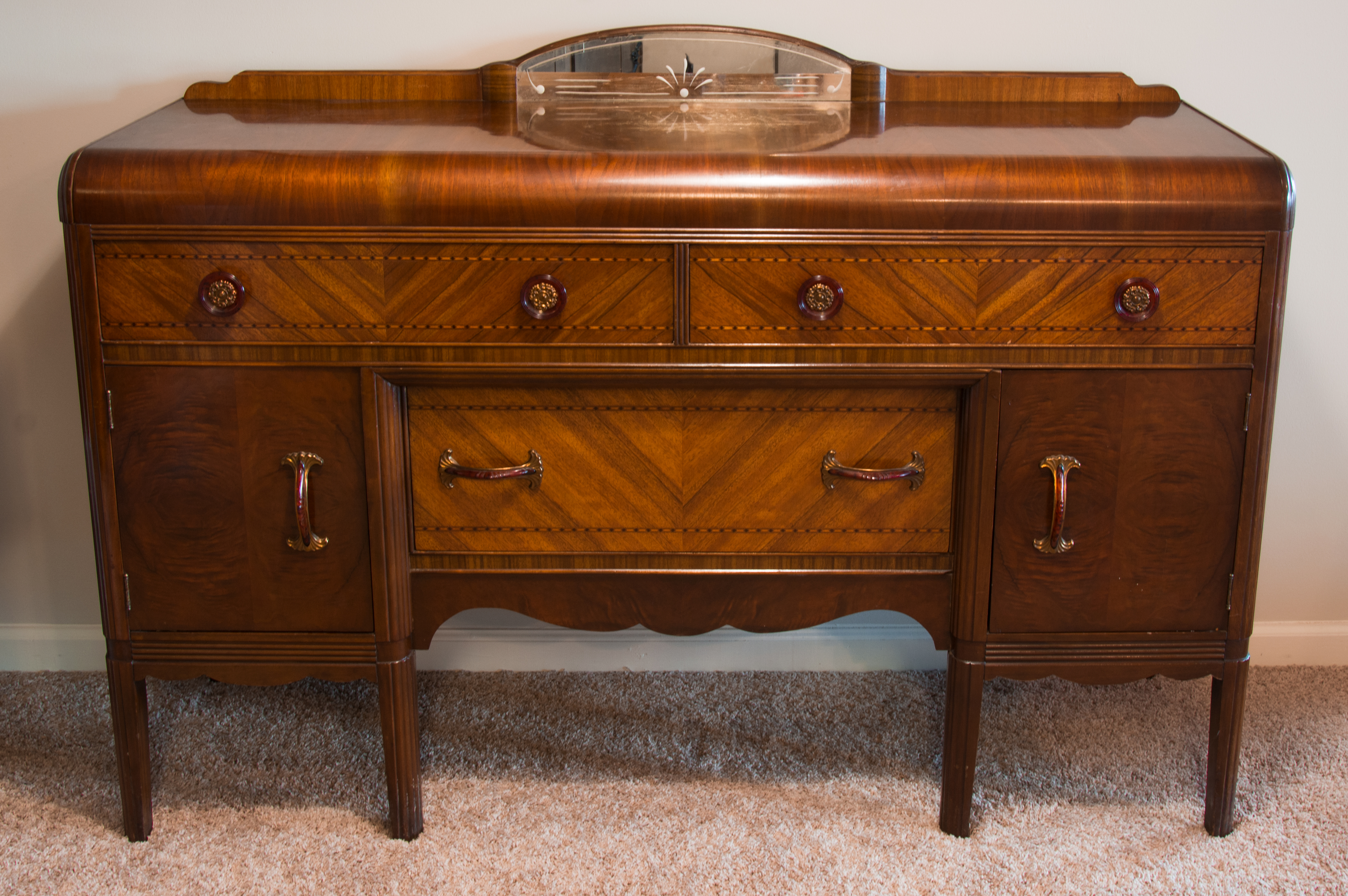
Буфет низкий
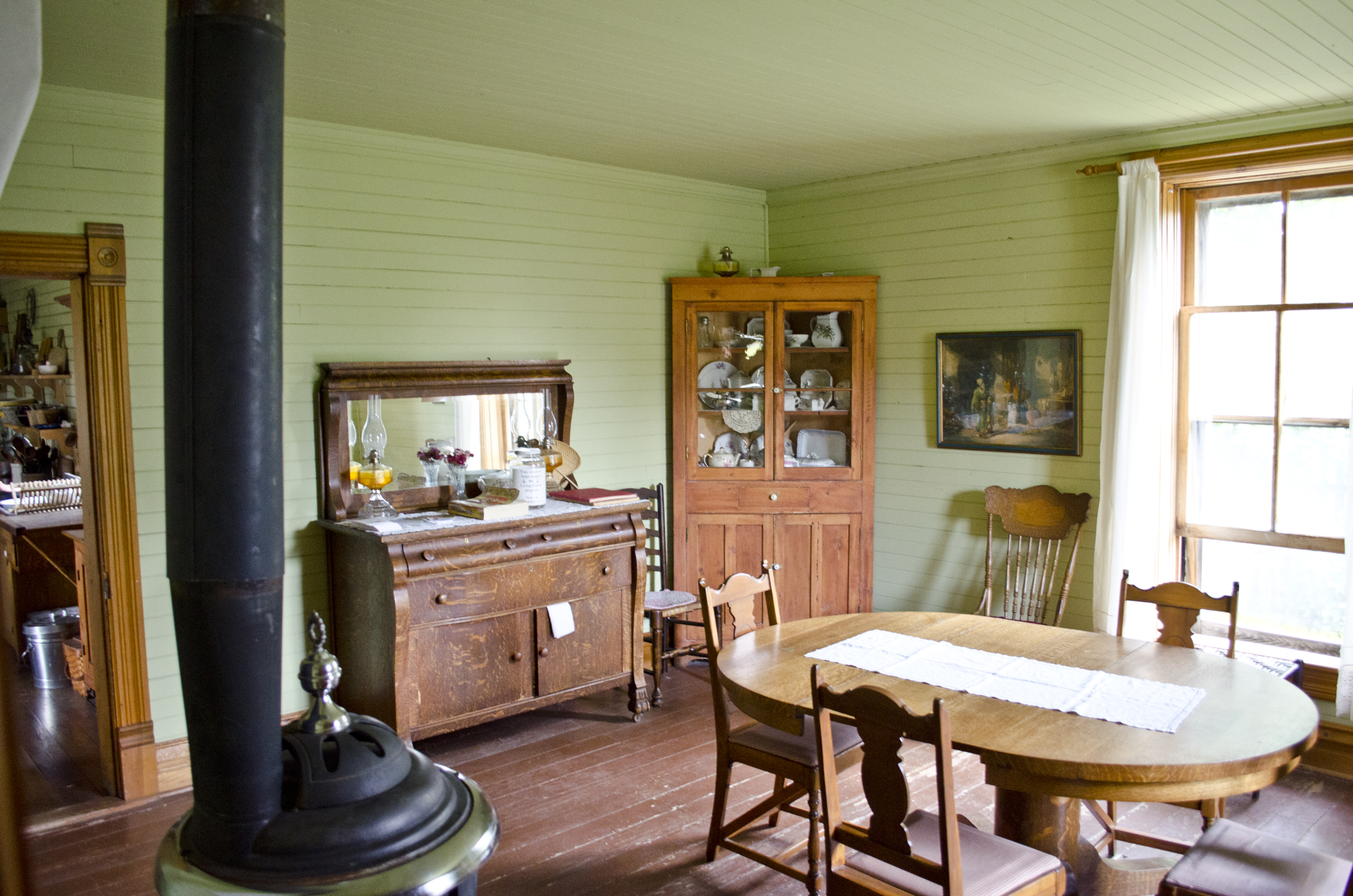
Сервант в интерьере

Сервант (буфет низкий) — состоит из нижнего стола-шкафа и небольшого верхнего шкафа, или без него. Раньше использовался в общественных местах (ресторанах, железнодорожных станциях и т. п.) для размещения холодных закусок и напитков, отпускаемых посетителям.
В настоящее время сервантом называют шкаф со стеклянными дверцами (часто со стеклянными полками и зеркалом на задней стенке), использующимся для хранения и демонстрации высокохудожественной (праздничной) посуды. Подобный сервант был очень популярным предметом мебели в СССР, также входящим в состав мебельного гарнитура (стенки). Он служил украшением интерьера гостевой или основной комнаты в доме.
Горка — буфет в виде шкафа со стеклянными дверцами для хранения и демонстрации ценной посуды.
Со временем буфетом стали также называть небольшое заведение общественного питания.